# الدرگراو، ادمانتون
الدرگراو، ادمانتون (به انگلیسی: Aldergrove, Edmonton) یک منطقهٔ مسکونی در کانادا است که در آلبرتا واقع شده‌است.

## خصوصیات
الدرگراو ۱٫۴۹ کیلومترمربع مساحت و ۵٬۵۱۵ نفر جمعیت دارد و ۶۸۳ متر بالاتر از سطح دریا واقع شده‌است.